# Günther Wegmann
Günther Wegmann – niemiecki as myśliwski z okresu II wojny światowej. Odniósł 14 zwycięstw powietrznych, w tym 8 latając na myśliwcu odrzutowym Messerschmitt Me-262. 
Był wyznaczony na skrzydłowego majora Nowotnego 8 listopada 1944. Początkowo Nowotny nie mógł wystartować z powodu problemów z silnikiem. Gdy problem rozwiązano, Nowotny wzbił się w powietrze sam i zginął w boju.
Prawa noga Wegmanna została amputowana, gdy 18 marca 1945 został raniony ogniem strzelców B-17. Wegmann przerwał atak i wyskoczył na spadochronie, gdy jego prawy silnik stanął w płomieniach.

## Odznaczenia (lista niepełna)
- Krzyż Niemiecki w Złocie – 31 sierpnia 1943[3]